# Zofío
Zofío é um dos sete bairros do distrito de Usera, em Madrid, Espanha.

## História
Grande parte da área que forma esse local, era chamada de frente de Usera durante a defesa de Madrid. O que hoje é conhecido como o bairro de Zofío era antigamente uma colônia de apartamentos baixos situados no agora parque Olof Palme.
Em 2007 havia aproximadamente cerca de 20.000 habitantes vivendo no bairro.

## Transporte
As estações de metro do Bairro de Zofío são:
Linha 6 o circular:
Praça Elíptica
Linha 11:
Praça Elíptica

## Festas

### Junho
- San Juan - De 23 a 27